# Wereldkampioenschappen veldrijden 1981
De wereldkampioenschappen veldrijden 1981 werden gehouden op 21 en 22 februari 1981 in Tolosa, Spanje.

## Uitslagen

### Mannen, elite
| Plaats | Renner              | Land                     | Tijd    |
| ------ | ------------------- | ------------------------ | ------- |
|        | Hennie Stamsnijder  | Nederland                | 1:01.53 |
| Zilver | Roland Liboton      | België                   | + 0.32  |
| Brons  | Albert Zweifel      | Zwitserland              | z.t.    |
| 4.     | Peter Frischknecht  | Zwitserland              | + 0.34  |
| 5.     | Klaus-Peter Thaler  | Bondsrepubliek Duitsland | + 1.48  |
| 6.     | Robert Vermeire     | België                   | + 2.23  |
| 7.     | Erwin Lienhard      | Zwitserland              | + 2.38  |
| 8.     | Gilles Blaser       | Zwitserland              | + 3.11  |
| 9.     | Cees van der Wereld | Nederland                | + 3.28  |
| 10.    | Dieter Uebing       | Bondsrepubliek Duitsland | + 4.40  |

### Jongens, junioren
| Plaats | Renner             | Land                           | Tijd   |
| ------ | ------------------ | ------------------------------ | ------ |
|        | Rigobert Matt      | Duitse Democratische Republiek | 41.20  |
| Zilver | Miloslav Kvasnička | Tsjecho-Slowakije              | + 0.30 |
| Brons  | Konrad Morf        | Zwitserland                    | + 0.54 |
| 4.     | Jan Szajwaj        | Polen                          | + 1.29 |
| 5.     | Hansruedi Büchi    | Zwitserland                    | + 1.34 |
| 6.     | Jaromír Fišer      | Tsjecho-Slowakije              | + 1.56 |
| 7.     | Andreas Büsser     | Zwitserland                    | + 2.00 |
| 8.     | Hans-Peter Kürzi   | Zwitserland                    | + 2.12 |
| 9.     | Angelo Tosi        | Italië                         | + 2.16 |
| 10.    | Erwin Nijboer      | Nederland                      | + 2.22 |

### Mannen, amateurs
| Plaats | Renner               | Land                     | Tijd   |
| ------ | -------------------- | ------------------------ | ------ |
|        | Miloš Fišera         | Tsjecho-Slowakije        | 53.34  |
| Zilver | Grzegorz Jaroszewski | Polen                    | z.t.   |
| Brons  | Paul De Brauwer      | België                   | z.t.   |
| 4.     | Reimund Dietzen      | Bondsrepubliek Duitsland | + 0.20 |
| 5.     | Vito Di Tano         | Italië                   | + 0.26 |
| 6.     | Andrzej Mąkowski     | Polen                    | + 0.51 |
| 7.     | Ueli Müller          | Zwitserland              | + 1.00 |
| 8.     | Sepp Küriger         | België                   | z.t.   |
| 9.     | Franco Vagneur       | Italië                   | + 1.11 |
| 10.    | Jean-Yves Plaisance  | Frankrijk                | z.t.   |

## Medaillespiegel
| Plaats | Land                           | Goud | Zilver | Brons | Totaal |
| 1      | Tsjecho-Slowakije              | 1    | 1      | 0     | 2      |
| 2      | Duitse Democratische Republiek | 1    | 0      | 0     | 1      |
| 2      | Nederland                      | 1    | 0      | 0     | 1      |
| 4      | België                         | 0    | 1      | 1     | 2      |
| 5      | Polen                          | 0    | 1      | 0     | 1      |
| 6      | Zwitserland                    | 0    | 0      | 2     | 2      |
| Totaal | Totaal                         | 3    | 3      | 3     | 9      |

1950 · 
1951 · 
1952 · 
1953 · 
1954 · 
1955 · 
1956 · 
1957 · 
1958 · 
1959 · 
1960 · 
1961 · 
1962 · 
1963 · 
1964 · 
1965 · 
1966 · 
1967 · 
1968 · 
1969 · 
1970 · 
1971 · 
1972 · 
1973 · 
1974 · 
1975 · 
1976 · 
1977 · 
1978 · 
1979 · 
1980 · 
1981 · 
1982 · 
1983 · 
1984 · 
1985 · 
1986 · 
1987 · 
1988 · 
1989 · 
1990 · 
1991 · 
1992 · 
1993 · 
1994 · 
1995 · 
1996 · 
1997 · 
1998 · 
1999 · 
2000 · 
2001 · 
2002 · 
2003 · 
2004 · 
2005 · 
2006 · 
2007 · 
2008 · 
2009 · 
2010 · 
2011 · 
2012 · 
2013 · 
2014 · 
2015 · 
2016 · 
2017 · 
2018 · 
2019 ·
2020 ·
2021 ·
2022 ·
2023 ·
2024 ·
2025

Categorieën

Mannen elite · 
vrouwen elite · 
mannen beloften · 
vrouwen beloften · 
jongens junioren · 
meisjes junioren · 
gemengde estafette

Voormalig:
mannen amateurs